# Uposażony
Uposażony – osoba imiennie oznaczona przez ubezpieczającego w umowie ubezpieczenia jako uprawniona do otrzymania od ubezpieczyciela świadczenia z tej umowy na wypadek zaistnienia zdarzenia ubezpieczeniowego. Jest to akademicki przykład osoby trzeciej, na korzyść której zostaje zawarta umowa. 